# Pays de Waes (locomotive)
Pour les articles homonymes, voir Pays de Waes (homonymie).
La Pays de Waes est une locomotive-tender de 1845 qui fait partie de la collection historique de la Société nationale des chemins de fer belges (SNCB). Elle est réputée être la plus ancienne locomotive conservée sur le continent européen.

## Histoire
La Pays de Waes est la deuxième locomotive d'une série de neuf machines conçues par l'ingénieur belge Gustave De Ridder. Construite dans ses propres ateliers, elle est mise en service sur la ligne à voie étroite — exploitée par une compagnie privée: la Compagnie du chemin de fer d'Anvers à Gand par Saint-Nicolas et Lokeren — Anvers-Saint-Nicolas-Lokeren-Gand en 1845. La locomotive atteint une vitesse de 60 km/h dès 1844, l'année de sa construction.
Ces locomotives furent mises hors service entre 1880 et 1890. La Pays de Waes est encore intacte en 1896 quand l'État belge reprend l'exploitation de la ligne et met la voie à l'écartement normal de 1 435 mm.
Préservée, la locomotive sera exposée à l'Exposition universelle de 1913 de Gand, puis en Angleterre en 1925 à celle du centenaire du chemin de fer qui s'est tenue à Darlington. Elle était exposée depuis 1958 au musée du chemin de fer qui était situé dans le complexe de la gare de Bruxelles-Nord. Le 22 mars 2014, elle est transférée sur le site de l'actuel musée des chemins de fer belges, le Train World où elle est exposée dans le hall 1 et constitue un témoin des débuts du chemin de fer en Europe.
La locomotive a reçu son surnom parce qu'elle a circulé dans le pays de Waes, une région de Belgique recouvrant une partie des provinces d'Anvers et de Flandre-Orientale.[réf. nécessaire]

## Caractéristiques
- Constructeur : Ateliers de Gustave de Ridder
- Année de construction : 1845
- Poids : 13,5 tonnes
- Poids en charge : 17,55 tonnes
- Écartement : 1,151 m
- Diamètre des roues : 1,500 m
- Hauteur : 3,950 mètres